# How Do You Crash It?
『How Do You Crash It?』（ハウ・ドゥー・ユー・クラッシュ・イット）は、日本の音楽ユニットTM NETWORKが2022年4月21日にリリースした映像作品。

## 概要
2021年10月より隔月で全3回にわたり有料配信された無観客ライブ映像作品。
初回限定盤(MTRES-B2203)には通常盤Blu-ray(MTRES-B2204)に加えて全3回のライブ音源を収録した3枚組CD(MTRES-C2201/03)と新曲「How Crash?」のスタジオレコーディング版12cmCD1枚(MTRES-C2204)、7月～8月に開催予定のライブのチケット先行予約申込カードが特典として付属。渋谷タワーレコード店頭や新宿YUNIKA VISIONなど街頭で告知映像が展開された。発売日のオリコンデイリーチャートで1位、週間チャートではミュージック部門で2位、総合で3位をそれぞれ獲得。

## メンバー
- 小室哲哉：シンセサイザー・キーボード・コーラス・プロデュース
- 宇都宮隆：ボーカル・アコースティック・ギター
- 木根尚登：エレクトリック・ギター・アコースティック・ギター・エレキピアノ・ベース・コーラス

## Blu-ray
2021年10月9日(#1,3,4,5,6,10,12,22)、12月11日(#2,7,8,11,13,14,18,19,23)、2022年2月12日(#9,15,16,17,20,21,24,25,26)に配信されたライヴ映像となっているが曲順は一部前後で入れ替わっている。
収録曲・チャプター名
全編曲: 小室哲哉
1. 1.『ELECTRIC PROPHET』
  - 作詞：小室哲哉　作曲：小室哲哉・木根尚登

※2番と3番が省略されたヴァージョンとなっている。
2. 2.『Fool On The Planet』
  - 作詞：小室みつ子　作曲：木根尚登
3. 3.『I am ～How Crash?』
  - 作詞・作曲：小室哲哉

※38thシングルと新曲「How Crash?」のメドレー。「I am」は「I am 2013」を基調としたヴァージョン、「How Crash?」は１番のみのショートヴァージョン。

　『The far distance』
1. 4.『ACTION』
  - 作詞・作曲：小室哲哉
2. 5.『Green days』
  - 作詞・作曲：小室哲哉

※表記は「Green days」であるが、「Green days 2013」を基調としたヴァージョンとなっている。
3. 6.『1/2の助走』
  - 作詞：西門加里　作曲：小室哲哉
4. 7.『HUMAN SYSTEM』
  - 作詞：小室みつ子　作曲：小室哲哉

　『The footsteps of the crisis』
1. 8.『WINTER COMES AROUND』
  - 作詞：小室みつ子　作曲：木根尚登
2. 9.『TIMEMACHINE』
  - 作詞：小室哲哉、作曲：木根尚登

　『The far distance continues』

　『Investigator and』
1. 10.『SEVEN DAYS WAR』
  - 作詞：小室みつ子　作曲：小室哲哉
2. 11.『Here,There & Everywhere』
  - 作詞・作曲：小室哲哉

　『Investigator warns』
1. 12.『We love the EARTH』
  - 作詞・作曲：小室哲哉

※表記は「We love the EARTH」であるが大幅にアレンジされたヴァージョンとなっている。後の2023年にリリースされたアルバム「DEVOTION」に収録の「"TK Remix"」ヴァージョン。

　『The footsteps of the mistakes』
1. 13.『BEYOND THE TIME』
  - 作詞：小室みつ子　作曲：小室哲哉

　『Parallel and Serial』
1. 14.『LOUD』
  - 作詞・作曲：小室哲哉

※表記は「LOUD」であるが大幅にアレンジされたヴァージョンとなっている。
2. 15.『Alive』
  - 作詞・作曲：小室哲哉

※表記は「Alive」であるが、30thツアー版を基調としたヴァージョンとなっている。
3. 16.『N43』
  - 作詞・作曲：木根尚登
4. 17.『KINE solo』
  - 作曲：木根尚登

　『And investigator』

　『Investigator appeared from nowhere』
1. 18.『LOVE TRAIN』
  - 作詞・作曲：小室哲哉

※表記は「Love Train」であるが、アレンジが加えられ２番が省略されたヴァージョンとなっている。
2. 19.『Come On Let's Dance』
  - 作詞：神沢礼江　作曲：小室哲哉

※表記は「Come On Let's Dance」であるが、「Come On Let's Dance 2014」を基調としたヴァージョンとなっている。

　『Investigators go back in time』
1. 20.『RESISTANCE』
  - 作詞：小室みつ子　作曲：小室哲哉

※表記は「RESISTANCE」であるが、START investigationライブ版を基調としたヴァージョンとなっている。後の2023年にリリースされたアルバム「DEVOTION」に収録の「"TK Remix"」ヴァージョン。
2. 21.『BE TOGETHER』
  - 作詞：小室みつ子　作曲：小室哲哉

※表記は「BE TOGETHER」であるが、大幅にアレンジされたヴァージョンとなっている。
3. 22.『Get Wild』
  - 作詞：小室みつ子　作曲：小室哲哉

※表記は「Get Wild」であるが、「Get Wild 2015 -HUGE DATA-」を基調としつつイントロ前半・間奏・アウトロなど新たにアレンジされたヴァージョンとなっている。
4. 23.『TK solo』
  - 作曲：小室哲哉

※冒頭部分の演奏（～1:10まで）は、「How Crash? -Studio Recording Ver.-」のイントロと同様のものとなっている。
5. 24.『Self Control』
  - 作詞：小室みつ子　作曲：小室哲哉

※表記は「Self Control」であるが、「Self Control 2014」を基調としたヴァージョンとなっている。
6. 25.『How Crash?』
  - 作詞・作曲：小室哲哉

※今回初披露された新曲。
7. 26.『END.ELECTRIC PROPHET』
  - 作曲：小室哲哉・木根尚登

※30thツアーでも流されたインストゥルメンタル。

　『He was looking from the future』

　『Where is our baton's destination』
1. ※配信版にはなかった新たな映像。

## LIVE CD
※初回限定盤にのみ付属
Disc 1は2021年10月9日、Disc 2は同年12月11日、Disc 3は2022年2月12日に各々配信されたライヴ音源となっている。曲順は当時行なわれたセットリストに全て準じている。
| 全編曲: 小室哲哉。 |                       |            |                    |       |
| #                  | タイトル              | 作詞       | 作曲               | 時間  |
| 1.                 | 「ELECTRIC PROPHET」  | 小室哲哉   | 小室哲哉・木根尚登 | 6:14  |
| 2.                 | 「I am ～How Crash?」 | 小室哲哉   | 小室哲哉           | 9:49  |
| 3.                 | 「ACTION」            | 小室哲哉   | 小室哲哉           | 5:42  |
| 4.                 | 「1/2の助走」         | 西門加里   | 木根尚登           | 5:16  |
| 5.                 | 「Green days」        | 小室哲哉   | 小室哲哉           | 6:22  |
| 6.                 | 「Get Wild」          | 小室みつ子 | 小室哲哉           | 8:22  |
| 7.                 | 「We love the EARTH」 | 小室哲哉   | 小室哲哉           | 7:02  |
| 8.                 | 「SEVEN DAYS WAR」    | 小室みつ子 | 小室哲哉           | 4:46  |
| 合計時間:          | 合計時間:             | 合計時間:  | 合計時間:          | 53:33 |

| 全編曲: 小室哲哉。 |                             |            |           |       |
| #                  | タイトル                    | 作詞       | 作曲      | 時間  |
| 1.                 | 「Fool On The Planet」      | 小室みつ子 | 木根尚登  | 5:52  |
| 2.                 | 「HUMAN SYSTEM」            | 小室みつ子 | 小室哲哉  | 5:37  |
| 3.                 | 「WINTER COMES AROUND」     | 小室みつ子 | 木根尚登  | 4:41  |
| 4.                 | 「Here,There & Everywhere」 | 小室哲哉   | 小室哲哉  | 4:00  |
| 5.                 | 「TK solo」                 |            | 小室哲哉  | 6:51  |
| 6.                 | 「Come On Let's Dance」     | 神沢礼江   | 小室哲哉  | 6:14  |
| 7.                 | 「LOUD」                    | 小室哲哉   | 小室哲哉  | 4:23  |
| 8.                 | 「LOVE TRAIN」              | 小室哲哉   | 小室哲哉  | 5:00  |
| 9.                 | 「BEYOND THE TIME」         | 小室みつ子 | 小室哲哉  | 5:52  |
| 合計時間:          | 合計時間:                   | 合計時間:  | 合計時間: | 48:30 |

| 全編曲: 小室哲哉。 |                  |            |           |       |
| #                  | タイトル         | 作詞       | 作曲      | 時間  |
| 1.                 | 「TIMEMACHINE」  | 小室哲哉   | 木根尚登  | 3:31  |
| 2.                 | 「Alive」        | 小室みつ子 | 小室哲哉  | 7:25  |
| 3.                 | 「N43」          | 木根尚登   | 木根尚登  | 5:27  |
| 4.                 | 「KINE solo」    |            | 木根尚登  | 4:19  |
| 5.                 | 「RESISTANCE」   | 小室みつ子 | 小室哲哉  | 5:58  |
| 6.                 | 「BE TOGETHER」  | 小室みつ子 | 小室哲哉  | 3:23  |
| 7.                 | 「Self Control」 | 小室みつ子 | 小室哲哉  | 8:42  |
| 8.                 | 「How Crash?」   | 小室哲哉   | 小室哲哉  | 4:53  |
| 合計時間:          | 合計時間:        | 合計時間:  | 合計時間: | 43:38 |

## How Crash?
※初回限定盤にのみ付属
今回のライヴで初披露された新曲の「How Crash?-Studio Recording Ver.-」12cmCD。ライヴ・ヴァージョンとは一部アレンジが異なり、ライヴヴァージョンではイントロがドラムのフィルインからすぐ歌い出すのに対し、こちらでは歌い出しまでに約30秒ほどTK solo冒頭でも演奏されたイントロが付加され終盤のアウトロがライヴ・ヴァージョンよりも約30秒ほど短くなっていてトータルの演奏時間はどちらもほぼ同じ。C/Wは同曲のインスト。なお本作には未収録の「How Crash? 20220320 version」がNHK Eテレ『令和ネット論』の主題歌に起用された。
| 全作曲・編曲: 小室哲哉。 |                               |           |            |      |
| #                        | タイトル                      | 作詞      | 作曲・編曲 | 時間 |
| 1.                       | 「How Crash?」                | 小室哲哉  | 小室哲哉   | 4:51 |
| 2.                       | 「How Crash? (Instrumental)」 |           | 小室哲哉   | 4:49 |
| 合計時間:                | 合計時間:                     | 合計時間: | 9:40       |      |

レコーディングメンバー
- Produced : 小室哲哉
- Programming : 溝口和彦, 赤堀眞之
- Guitar : 松尾和博
- Recording Engineer : 伊東俊郎
- Mixed : Dave Ford

### 収録アルバム
- How Do You Crash It? (DISC 1に「I am」とライブメドレーショートバージョン、DISC 3にライブフルバージョンが収録)
- “FANKS intelligence Days” at PIA ARENA MM (ライブバージョン)
- DEVOTION